# La Fistinière
La Fistinière est une maison d'hôtes gay destinée à la pratique du fist-fucking. Elle est située à Assigny dans le département du Cher (France).

## Histoire
François  Mallet et son mari Juan Carlos font l'acquisition en 2005 d'une ferme du XVIIe siècle à Assigny, dans le Cher, qu'ils transforment en maison d'hôtes réservée aux adeptes masculins du fist-fucking. Après deux ans de travaux, La Fistinière ouvre ses portes,. Nelly Mallet rejoint son frère dans le projet. La maison accueille des pratiquants en provenance du monde entier,.
En 2018, un changement de propriétaires et un élargissement au BDSM sont annoncés, mais les acheteurs se désistent quinze jours avant la signature définitive.
Le 31 décembre 2018, La Fistinière ferme ses portes en tant que maison d'hôtes . L'établissement poursuit en revanche une activité de services, qui propose ateliers, soirées et adhésion à un « cercle ».